# Bitwa pod Caishi
Bitwa pod Caishi – starcie zbrojne, które miało miejsce w 1161 roku na rzece Jangcy podczas inwazji Jin na terytorium południowej dynastii Song. Dzięki przewadze technologii okrętowej, siły songowskie uniemożliwiły przekroczenie rzeki siłom dżurdzeńskim, co zadecydowało o porażce tych ostatnich.
Jesienią 1161, cesarz Hailingwang z dynastii Jin, dążąc do ostatecznego rozstrzygnięcia wojny z dynastią Song, zmobilizował potężną armię, mogącą liczyć nawet milion żołnierzy, do inwazji na południe. Wyruszywszy z Kaifengu, kolumny jego wojsk przekroczyły Huai He i wdarły się na teren Jiangsu, Anhui, północnego Hubei  i Shanxi. Nie napotykając większego oporu główne siły, pod osobistym dowództwem cesarza, dotarły nad Jangcy. 26 listopada 1161 rozpoczęły przeprawę pod Caishi, w pobliżu dzisiejszego Ma’anshan.
Siły songowskie, dużo mniej liczne, pozbawione były centralnego dowodzenia. Na szczęście tuż przed inwazją, cesarz Song Gaozong powierzył komendę cywilnemu urzędnikowi Yu Yuwenowi, który zdołał zgromadzić ok. 18 tys. ludzi pod jednolitym dowództwem; co ważniejsze Songowie dysponowali profesjonalną flotą, wyposażoną m.in. w bocznokołowce napędzane siłą mięśni ludzkich.
Gdy siły Jin próbowały przekroczyć rzekę na naprędce zbudowanych barkach, zostały zaatakowane przez okręty Song. Uprzednio flota songowska kryła się za wysepką Jinshan, i dopiero na sygnał dany przez obserwatorów, podjęła atak, całkowicie zaskakując Dżurdżenów, którzy nie widzieli też nigdy wcześniej takich okrętów. Pod ogniem z katapult miotających eksplodujące pociski prochowe, wypełnione wapnem palonym, flotylla Jin poszła w rozsypkę, a nieliczne oddziały, które zdołały się przeprawić zostały wybite lub wzięte do niewoli.
Według Songow, straty Jin wyniosły 24 tys. żołnierzy; według źródeł dżurdżeńskich – zaledwie 100 i kilkuset wziętych do niewoli. Choć faktycznie zginęło najprawdopodobniej nie więcej niż 500 żołnierzy Jin, bitwa okazała się decydującym zwycięstwem południowców: armia Jin nie zdołała przekroczyć Jangcy, a cesarz Hailingwang (którego w międzyczasie zdetronizował własny brat), został 15 grudnia, trzy tygodnie po bitwie, zamordowany przez własnych oficerów. Zastopowanie sił inwazyjnych i stabilizacja północnej granicy w efekcie bitwy, doprowadziła ostatecznie do pokoju w 1165 roku.